# 油日神社
油日神社（あぶらひじんじゃ）は、滋賀県甲賀市甲賀町油日にある神社。国史見在社で旧社格は県社。祭神の油日大神は勝軍神として武士の崇敬を受け、社名から油の火の神としても信仰された。油日岳を神体山とし、山頂には罔象女神を祀る岳神社がある。神紋は木瓜に二ツ引。

## 歴史
創祀年代不詳であるが、用明天皇または天武天皇の時代の創建と伝えられる。油日岳の山頂に油の火のような光とともに油日神が降臨したことから「油日」の名がついたと伝えられる。また、聖徳太子が社殿を建立し油日大明神を祀ったとの伝承もある。
国史の初見は、『日本三代実録』の元慶元年12月3日（878年1月9日）条に「近江国の正六位上、油日神に従五位下（の神階）を授く」という記述である。『延喜式神名帳』に記載される「甲賀郡 川枯神社二座」と見る説もあるが、従いがたい。
本殿には「正一位油日大明神」と記した明応2年（1493年）の棟札があり、建立年代が判明する。甲賀地域随一の名社であり、中世には甲賀武士が聖徳太子を軍神として崇めるとともに「甲賀の総社」として信仰されていた。
長らく神仏習合が行われており、当社の神宮寺として油日寺（金剛寺）があったが、明治時代になって神仏分離が行われると当社は油日寺と分離し、油日寺はその名を神宮寺と改名して独立した。しかし、当社には仏教関係の文化財が多く残っている。
1906年（明治39年）7月に県社に列格し、1911年（明治44年）、村内の10社を境内社として合祀した。

## 祭神
- 主祭神 - 油日大神（あぶらひのおおかみ）
- 東相殿 - 罔象女神
- 西相殿 - 猿田彦神

## 境内
- 本殿（重要文化財） - 明応2年（1493年）再建。三間社流造、檜皮葺。
- 中門
- 拝殿（重要文化財） - 安土桃山時代の再建。入母屋造妻入、檜皮葺。
- 東廻廊（重要文化財） - 永禄9年（1566年）建立。檜皮葺。
- 西廻廊（重要文化財） - 永禄9年（1566年）建立。檜皮葺。
- 楼門（重要文化財） - 永禄9年（1566年）建立。入母屋造、檜皮葺。
- 八幡神社
- 神明神社
- 日吉神社
- 春日神社
- 金比羅神社
- 櫻神社
- 常松神社
- 祖霊社
- 旧経蔵
- 甲賀歴史民俗資料館
- 鐘楼 - 釣られている梵鐘は甲賀市指定有形文化財。元和6年（1620年）に山岡景以らの寄進によって、栗太郡辻村鋳物師が作成したもの。神仏習合の名残である。
- 社務所
- 参集殿
- 境外社
  - 岳神社
  - 白鬚神社

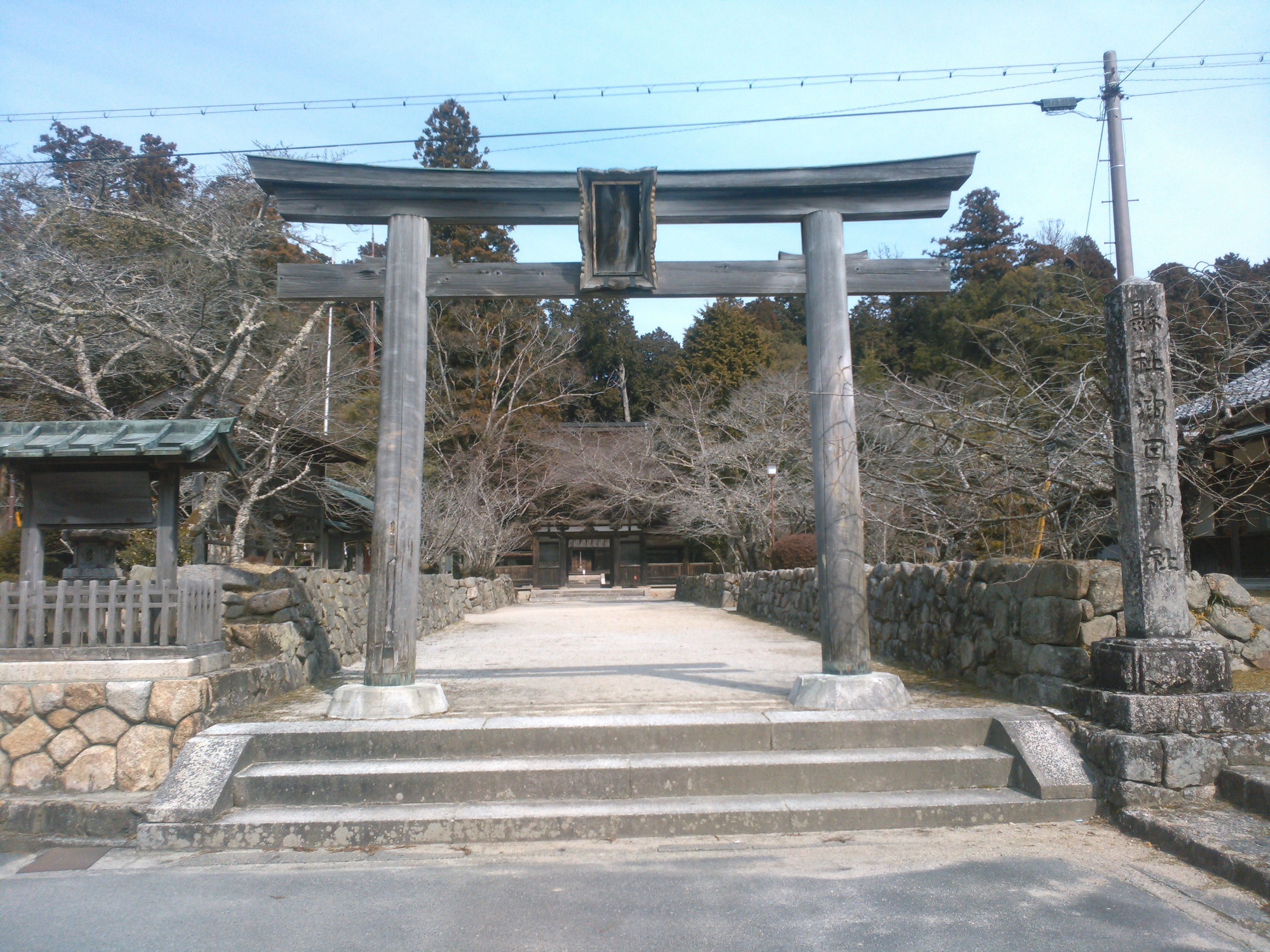
木鳥居
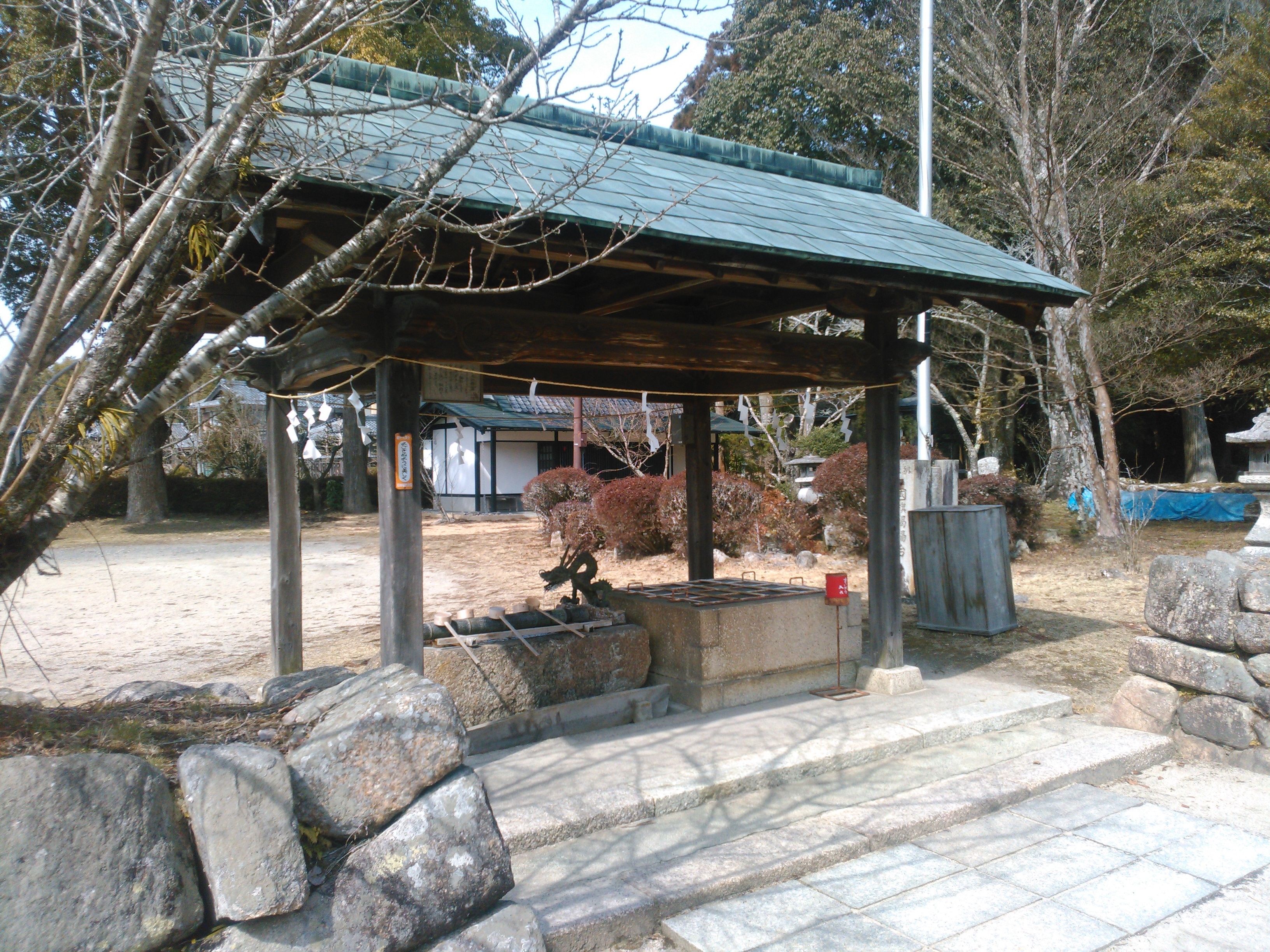
手水舎
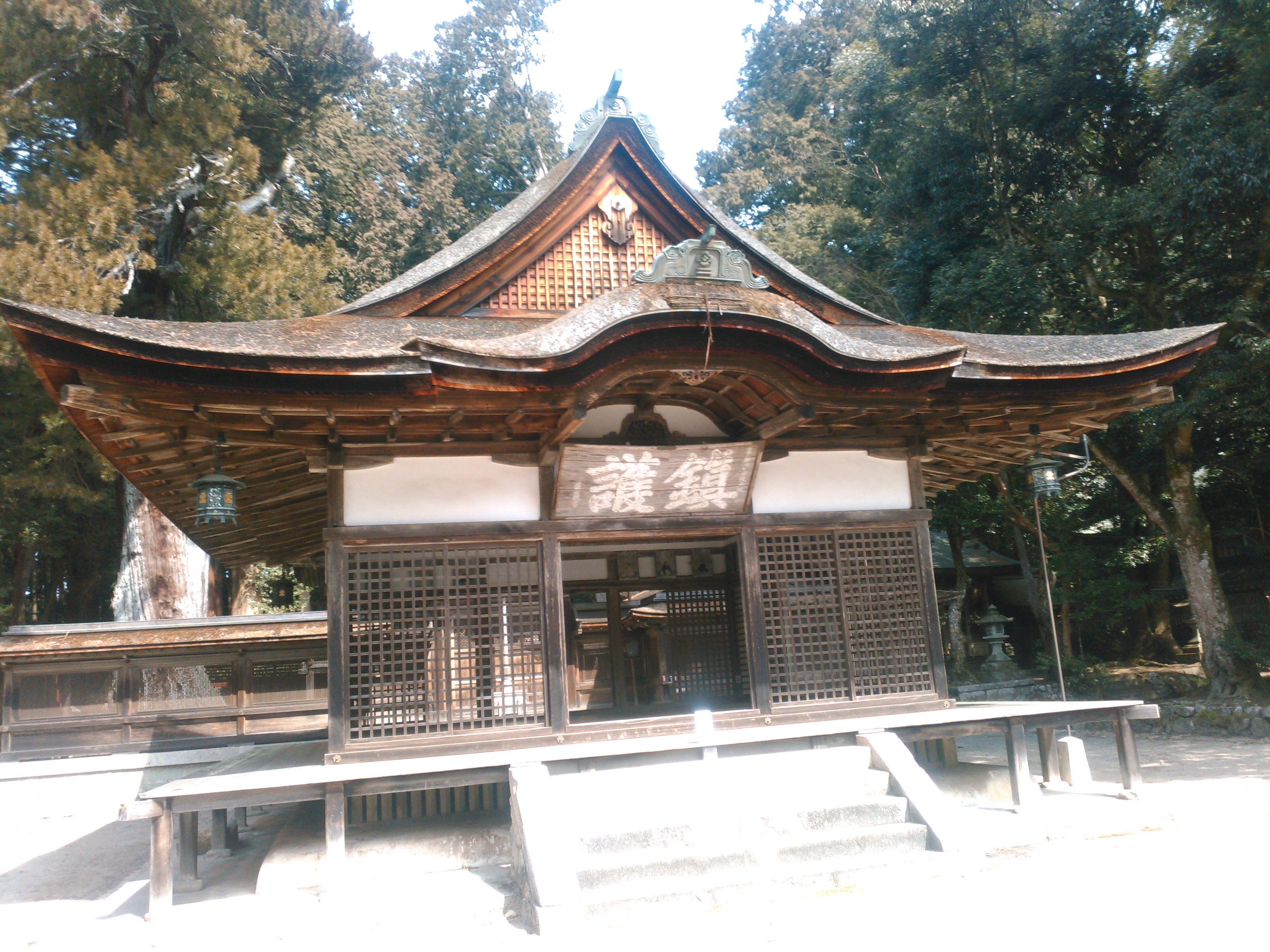
拝殿
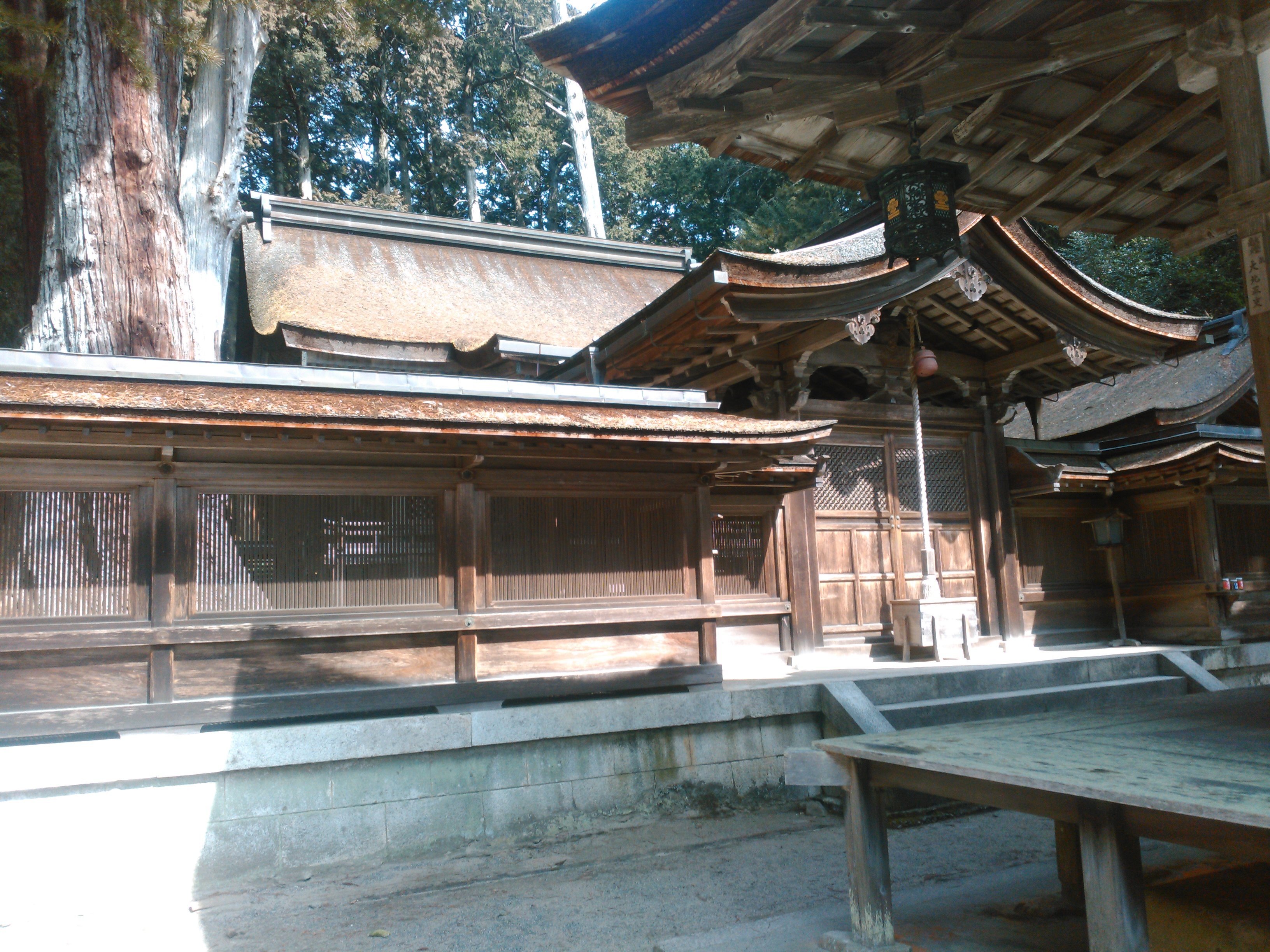
本殿
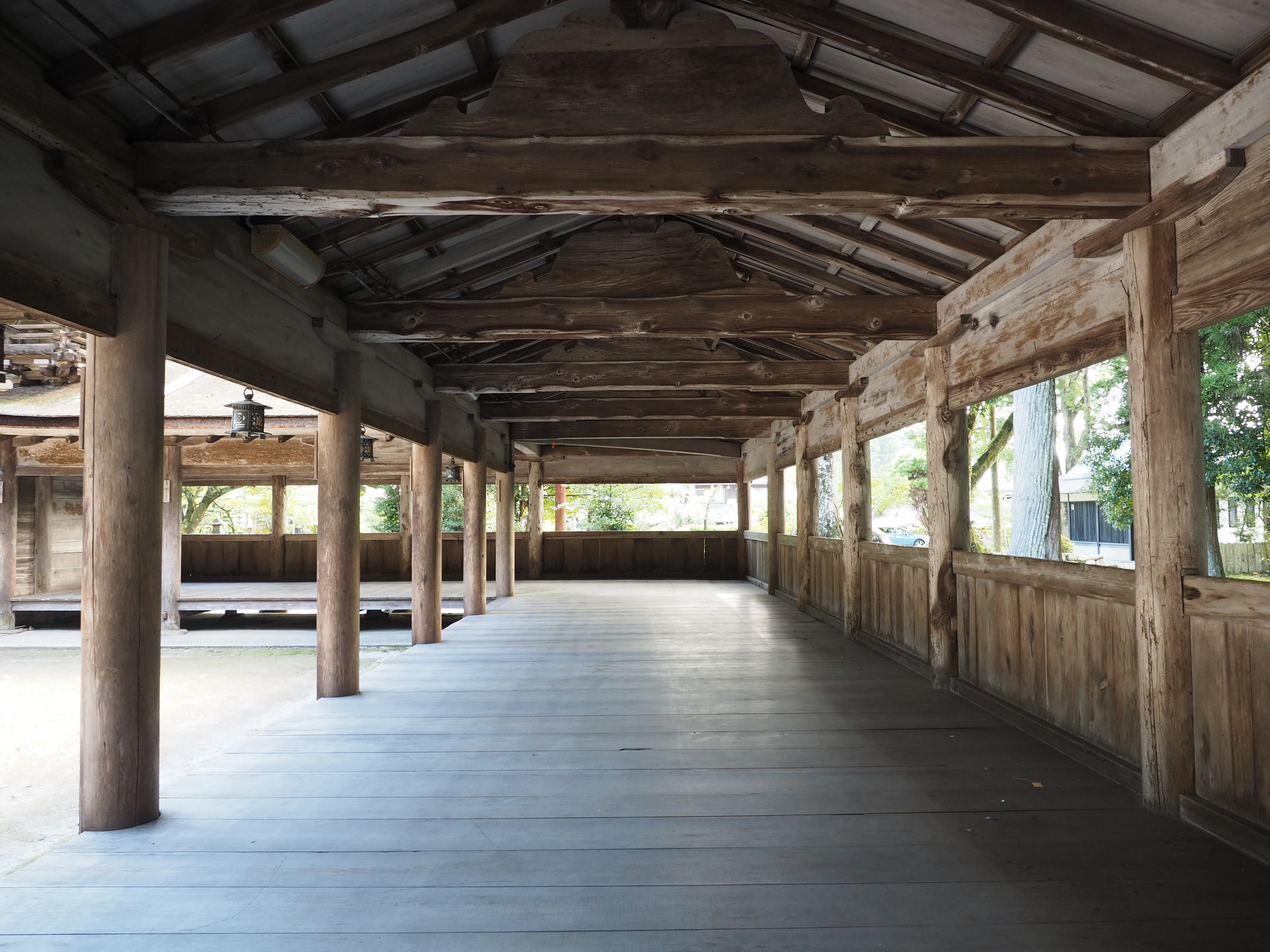
廻廊
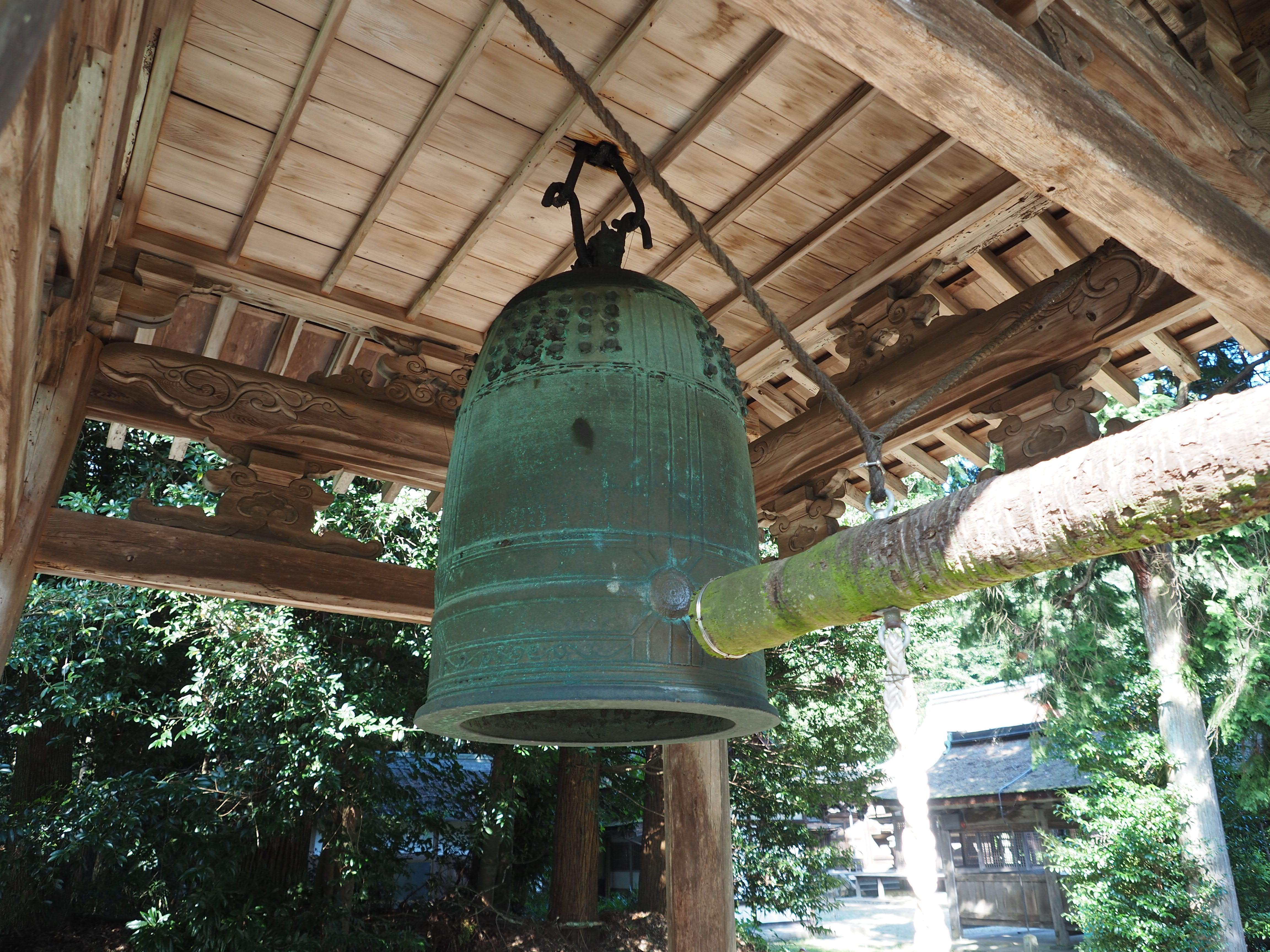
鐘楼

## 文化財

### 重要文化財
- 本殿 附：棟札 15枚
- 拝殿
- 楼門及び廻廊 3棟 附：棟札 3枚

### 国指定史跡
- 油日神社境内（史跡甲賀郡中惣遺跡群のうち）

### 国選択無形民俗文化財
- 油日の太鼓踊り（油日神社奴振太鼓踊保存会）

### 滋賀県指定有形文化財
- 福太夫神面 1面 附：ずずい子 1躯

### 滋賀県選択無形民俗文化財
- 太鼓踊（油日神社太鼓踊保存会）
- 奴振（油日神社奴振保存会）

### 甲賀市指定有形文化財
- 油日神社懸仏群
- 種子三千仏
- 絹本著色聖徳太子絵伝
- 絹本著色十一尊曼荼羅図
- 絹本著色千手観音三尊曼荼羅図
- 絹本著色弁才天三尊曼荼羅図
- 絹本著色十二天像図
- 古面
- 梵鐘

### 甲賀市指定天然記念物
- コウヤマキ

## 祭事
- 例祭（油日まつり）5月1日

太鼓踊りは国の選択無形民俗文化財、奴振りは県選択無形民俗文化財
- み生れまつり